# Southgate (Míchigan)
Southgate es una ciudad ubicada en el condado de Wayne en el estado estadounidense de Míchigan. En el Censo de 2010 tenía una población de 30047 habitantes y una densidad poblacional de 1.693,36 personas por km².

## Geografía
Southgate se encuentra ubicada en las coordenadas 42°12′18″N 83°12′23″O / 42.20500, -83.20639. Según la Oficina del Censo de los Estados Unidos, Southgate tiene una superficie total de 17.74 km², de la cual 17.73 km² corresponden a tierra firme y (0.07%) 0.01 km² es agua.

## Demografía
Según el censo de 2010, había 30047 personas residiendo en Southgate. La densidad de población era de 1.693,36 hab./km². De los 30047 habitantes, Southgate estaba compuesto por el 88.67% blancos, el 5.54% eran afroamericanos, el 0.49% eran amerindios, el 1.64% eran asiáticos, el 0.02% eran isleños del Pacífico, el 1.66% eran de otras razas y el 1.97% pertenecían a dos o más razas. Del total de la población el 6.51% eran hispanos o latinos de cualquier raza.